# Olympia Dukakis
Olympia Dukakis (Lowell, Massachusetts, 1931. június 20. – Manhattan, 2021. május 1.) Oscar- és Golden Globe-díjas görög származású amerikai színésznő.

## Filmográfia

### Film
| Év   | Magyar cím                                    | Cím                                          | Szerep                | Magyar hang     | Ref.   |
| ---- | --------------------------------------------- | -------------------------------------------- | --------------------- | --------------- | ------ |
| 1964 |                                               | Twice a Man                                  | fiatal anya           |                 | [ 7 ]  |
| 1964 |                                               | Lilith                                       | páciens               |                 | [ 9 ]  |
| 1969 |                                               | Stiletto                                     | Mrs. Amato            |                 | [ 10 ] |
| 1969 | John és Mary                                  | John and Mary                                | John anyja            |                 | [ 7 ]  |
| 1971 |                                               | Made for Each Other                          | Mrs. Panimba          |                 | [ 7 ]  |
| 1972 | Nővérek                                       | Sisters                                      | Louise Wilanski       |                 | [ 11 ] |
| 1974 | Bosszúvágy                                    | Death Wish                                   | Gemetti rendőr        | Földessy Margit | [ 7 ]  |
| 1974 |                                               | The Rehearsal                                | ismeretlen szerep     |                 | [ 7 ]  |
| 1979 |                                               | The Wanderers                                | Joey anyja            |                 | [ 7 ]  |
| 1979 | Gazdag kölykök                                | Rich Kids                                    | ügyvéd                |                 | [ 12 ] |
| 1980 | A sztárcsináló                                | The Idolmaker                                | Mrs. Vacarri          |                 | [ 7 ]  |
| 1982 | Bolond mozi mozibolondoknak                   | National Lampoon Goes to the Movies          | Helena Naxos          |                 | [ 13 ] |
| 1985 |                                               | Walls of Glass                               | Mary Flanagan         |                 | [ 14 ] |
| 1987 | Holdkórosok                                   | Moonstruck                                   | Rose Castorini        | Kassai Ilona    | [ 15 ] |
| 1988 | Dolgozó lány                                  | Working Girl                                 | személyi igazgató     |                 | [ 12 ] |
| 1989 | Nicsak, ki beszél!                            | Look Who's Talking                           | Rosie                 |                 | [ 7 ]  |
| 1989 | Acélmagnóliák                                 | Steel Magnolias                              | Clairee Belcher       | Hacser Józsa    | [ 15 ] |
| 1989 | Drága papa                                    | Dad                                          | Bette Tremont         | Tolnay Klári    | [ 16 ] |
| 1990 | Hazajárók                                     | In the Spirit                                | Sue                   |                 | [ 13 ] |
| 1990 | Nicsak, ki beszél még!                        | Look Who's Talking Too                       | Rosie                 | Tolnay Klári    | [ 7 ]  |
| 1992 | A hegyen túl                                  | Over the Hill                                | Alma Harris           | Molnár Piroska  | [ 13 ] |
| 1993 | Özvegyek klubja                               | The Cemetery Club                            | Doris Silverman       |                 | [ 7 ]  |
| 1993 | A bűvös sziget                                | Digger                                       | Bea                   | Kassai Ilona    | [ 13 ] |
| 1993 | Nicsak, ki beszél most!                       | Look Who's Talking Now                       | Rosie                 | Tolnay Klári    | [ 12 ] |
| 1994 | A halott jelvénye                             | Dead Badge                                   | Dr. Doris Rice        |                 | [ 13 ] |
| 1994 | Csupasz pisztoly 33 1/3 – Az utolsó merénylet | Naked Gun 33⅓: The Final Insult              | önmaga                |                 | [ 12 ] |
| 1994 | A zűr bajjal jár                              | I Love Trouble                               | Jeannie               | Tímár Éva       | [ 14 ] |
| 1995 | Jeffrey – Valami más                          | Jeffrey                                      | Mrs. Marcangelo       |                 | [ 7 ]  |
| 1995 | Hatalmas Aphrodité                            | Mighty Aphrodite                             | Iokaszté              | Kassai Ilona    | [ 7 ]  |
| 1995 | Csendszimfónia                                | Mr. Holland's Opus                           | Helen Jacobs igazgató | Géczy Dorottya  | [ 7 ]  |
| 1996 | Pokoli szeretet                               | Mother                                       | Mrs. Jay              |                 | [ 13 ] |
| 1996 | Jeruzsálem                                    | Jerusalem                                    | Mrs. Gordon           |                 | [ 7 ]  |
| 1996 |                                               | Milk & Money                                 | Goneril Plogg         |                 | [ 13 ] |
| 1997 |                                               | Balkan Island: The Last Story of the Century | anya                  |                 |        |
| 1997 | Mint-a-kép                                    | Picture Perfect                              | Rita Mosley           | Bókai Mária     | [ 13 ] |
| 1998 | Maffia!                                       | Mafia!                                       | Sophia Cortino        | Kassai Ilona    | [ 13 ] |
| 1998 | Szülő ellen nincs orvosság                    | Better Living                                | Nora                  | Szabó Éva       | [ 17 ] |
| 2000 |                                               | Brooklyn Sonnet                              | Helen Manners         |                 | [ 18 ] |
| 2002 |                                               | The Intended                                 | Erina                 |                 | [ 19 ] |
| 2003 |                                               | The Event                                    | Lila                  |                 | [ 17 ] |
| 2003 |                                               | Charlie's War                                | Charlie               |                 | [ 20 ] |
| 2005 | New York arcai                                | The Great New Wonderful                      | Judy Hillerman        |                 | [ 7 ]  |
| 2005 | Mint alma a fájától                           | The Thing About My Folks                     | Muriel Kleinman       |                 | [ 7 ]  |
| 2005 | Három tű                                      | 3 Needles                                    | Hilde                 |                 | [ 12 ] |
| 2005 |                                               | Whiskey School                               | Ellen Haywood         |                 | [ 12 ] |
| 2005 | Isten hozott Miss Mary!                       | Jesus, Mary and Joey                         | Sophia Vitello        |                 | [ 12 ] |
| 2006 | Egyre távolabb                                | Away from Her                                | Marian                |                 | [ 7 ]  |
| 2006 |                                               | Day on Fire                                  | Dr. Mary Wade         |                 | [ 21 ] |
| 2006 |                                               | Upside Out                                   | Dr. Walker            |                 |        |
| 2007 | A nők hálójában                               | In the Land of Women                         | Phyllis               | Kassai Ilona    | [ 7 ]  |
| 2011 | Felhőszakadás                                 | Cloudburst                                   | Stella                |                 | [ 7 ]  |
| 2011 |                                               | Outliving Emily (rövidfilm)                  | Emily Hanratty        |                 | [ 22 ] |
| 2013 |                                               | Montana Amazon                               | Ira Dunderhead        |                 | [ 24 ] |
| 2013 |                                               | The Last Keepers                             | Rosmarie Carver       |                 | [ 14 ] |
| 2013 |                                               | A Little Game                                | YaYa                  |                 | [ 14 ] |
| 2015 |                                               | 7 Chinese Brothers                           | nagymama              |                 | [ 25 ] |
| 2015 |                                               | Emily & Tim                                  | Emily                 |                 | [ 22 ] |
| 2016 | Beépülve: Az Escobar ügy                      | The Infiltrator                              | Vicky néni            | Bókai Mária     | [ 12 ] |
| 2016 |                                               | Broken Links                                 | Arlene                |                 | [ 26 ] |
| 2018 |                                               | Change in the Air                            | Margaret Lemke        |                 | [ 14 ] |
| 2019 |                                               | Olympia                                      | önmaga                |                 | [ 27 ] |
| 2021 |                                               | Not To Forget                                | bíró                  |                 | [ 14 ] |

### Televízió
- 2000: Az utolsó szőke bombázó

## Fordítás
- Ez a szócikk részben vagy egészben a Olympia Dukakis című angol Wikipédia-szócikk fordításán alapul.  Az eredeti cikk szerkesztőit annak laptörténete sorolja fel. Ez a jelzés csupán a megfogalmazás eredetét és a szerzői jogokat jelzi, nem szolgál a cikkben szereplő információk forrásmegjelöléseként.